# Aristolochia ekmanii
Aristolochia ekmanii är en piprankeväxtart som beskrevs av Oswald Schmidt. Aristolochia ekmanii ingår i släktet piprankor, och familjen piprankeväxter. Inga underarter finns listade i Catalogue of Life.